# أنتوني د. جي. برات
أنتوني د. جي. برات (بالإنجليزية: Anthony D. G. Pratt)‏ هو مصمم الإنتاج بريطاني، ولد في 27 نوفمبر 1937 في لندن في المملكة المتحدة.

## وصلات خارجية
- أنتوني د. جي. برات على موقع IMDb (الإنجليزية)
- أنتوني د. جي. برات على موقع قاعدة بيانات الفيلم (الإنجليزية)